# Leontien Zijlaard-van Moorsel
Leontien Zijlaard-van Moorsel ( născ. Leontien van Moorsel; n. 22 martie 1970, Boekel, Brabantul de Nord, Țările de Jos) este o fostă ciclistă neerlandeză. Ea a devenit de patru ori campioană olimpică la ciclism rutier. Leontien van Moorse a fost o personalitate în anii 1980 și 1990 în ciclism.